# 죽은 마법사의 도시
죽은 마법사의 도시는 만화가 김칸비와 팀 겟네임가 네이버 웹툰에서 연재하는 웹툰이다. 2011년 12월 6일 첫 연재를 시작했다. 화요일날 연재가 이루어진다.

## 등장인물

### 사람

#### 김현욱 주변인물
- 김현욱

본작의 주인공 중 1명. 경찰 소속의 형사. 크림슨 로브의 범행들을 조사하며 그를 잡기위해 쫓다가 마법 유저들의 존재와 진실을 알게 된다. 마법 유저들의 편에 서서 마법 유저들을 도와주고 있다. 최근에는 재생(치유) 능력을 갖게되었으며, 일시적인 마법유저가 될 수 있게되었다.
- 크림슨 로브

유일하게 남은 마지막 마법사. 금지된 마법(예:속박, 광역결빙)을 사용한 범행을 저지르고 다녔다. 검은 마나의 화신.

#### 함지존(함지원) 주변인물
- 함지율

도사. 양아버지 함지존(함지원)에 의해 길러졌으며, 최근 자신의 아버지가 이카루스라는 사실을 알게된다. 푸른 마나의 화신.
- 함지존(함지원)

도사. 함지율의 양아버지. 더 썬이 함지율을 이용할 것을 염려한 나머지 마법을 함지율에게 가르쳐주지 않았으나, 결국 마법을 가르쳐주게 된다. 레이븐에 의해 사망.
- 마동욱

마법사들의 수장. 2013년 마법사 대학살 사건 당시 이카루스와의 싸움에서 패해 죽게된다.

#### 더  썬 주변인물
- 더  썬

'그들'의 수장, 높은 신분의 사람들이 모여있는 집단.
자신들의 이익을 위해 과거에 마법사들을 이용해 실험을 하고 그들을 무참히 학살했다.
- 이카루스

원래 마법사였으나, 자신이 사랑하던 인간 여자가 자신을 토벌하러 온 마법 유저들에 의해 죽게 되자 폭주한 뒤 박태양에게 찾아가 그들의 조직에 합류했다.
- 박태양

더  썬 (THE SUN)의 창립자 이자 UTO그룹의 차기 CEO이다. 다른 멤버들에 의해 죽게 된다.

#### 크리스 주변인물
- 크리스

도사. 원래 시간 마법을 가지고 있었으나, 세명의 현자에 의해 이를 빼앗기고 세명의 현자 중 한명인 미스터 홍을 따라가 한국에 정착해 새롭게 삶을 시작한다. 현재는 FECSEN 회사의 CEO이다.
- 미스터 홍

크리스의 스승이다. 은퇴후 독극물에 의해 사망하게 된다.

### 호문클루스
- 레이븐

장의사이며, 조달자를 통해 마나를 채웠으며, 김현욱에 의해 상처를 입게되고, 다시 시작하는 시계에 마나가 다 채워져 죽게된다.
- 클라우드

김현욱 형사를 이용해 레이븐에게 상처를 입힌 주도자, 최근 세뇌를 당했으나, 크리스에 의해 세뇌가 풀리고 그들을 향해 복수를 한다.함지율과 형제지간, 이카루스의 아들이다
- 루나(임수희)

최근 개조 시술로 통해 인간적인 감정을 심어졌고, 김현욱의 부사수이다. 옛날에는 마법사들을 향해 엄청난 살육을 했다. 그러나 사실은 사람이었다가 호문클루스로 개조됐다. 크리스는 루나의 인간적인 감정을 제거해 엄청난 살육자가 되었으며, 크리스와 함께 더 썬 본부를 찾아간다.